# Rolland Tasker
Rolland Leslie Tasker (Perth, 21 de marzo de 1926-Mandurah, 22 de junio de 2012) fue un deportista australiano que compitió en vela en las clases 12 m2 Sharpie y Flying Dutchman.
Participó en dos Juegos Olímpicos de Verano en los años 1956 y 1960, obteniendo una medalla de plata en Melbourne 1956 en la clase 12 m2 Sharpie. Ganó dos medallas en el Campeonato Mundial de Flying Dutchman, oro en 1958 y plata en 1962.

## Palmarés internacional
| Juegos Olímpicos | Juegos Olímpicos      | Juegos Olímpicos | Juegos Olímpicos |
| Año              | Lugar                 | Medalla          | Clase            |
| ---------------- | --------------------- | ---------------- | ---------------- |
| 1956             | Melbourne (Australia) | Medalla de plata | 12 m2 Sharpie    |

| Campeonato Mundial | Campeonato Mundial               | Campeonato Mundial | Campeonato Mundial |
| Año                | Lugar                            | Medalla            | Clase              |
| ------------------ | -------------------------------- | ------------------ | ------------------ |
| 1958               | Attersee (Austria)               | Medalla de oro     | Flying Dutchman    |
| 1962               | San Petersburgo (Estados Unidos) | Medalla de plata   | Flying Dutchman    |